# Chromis viridis

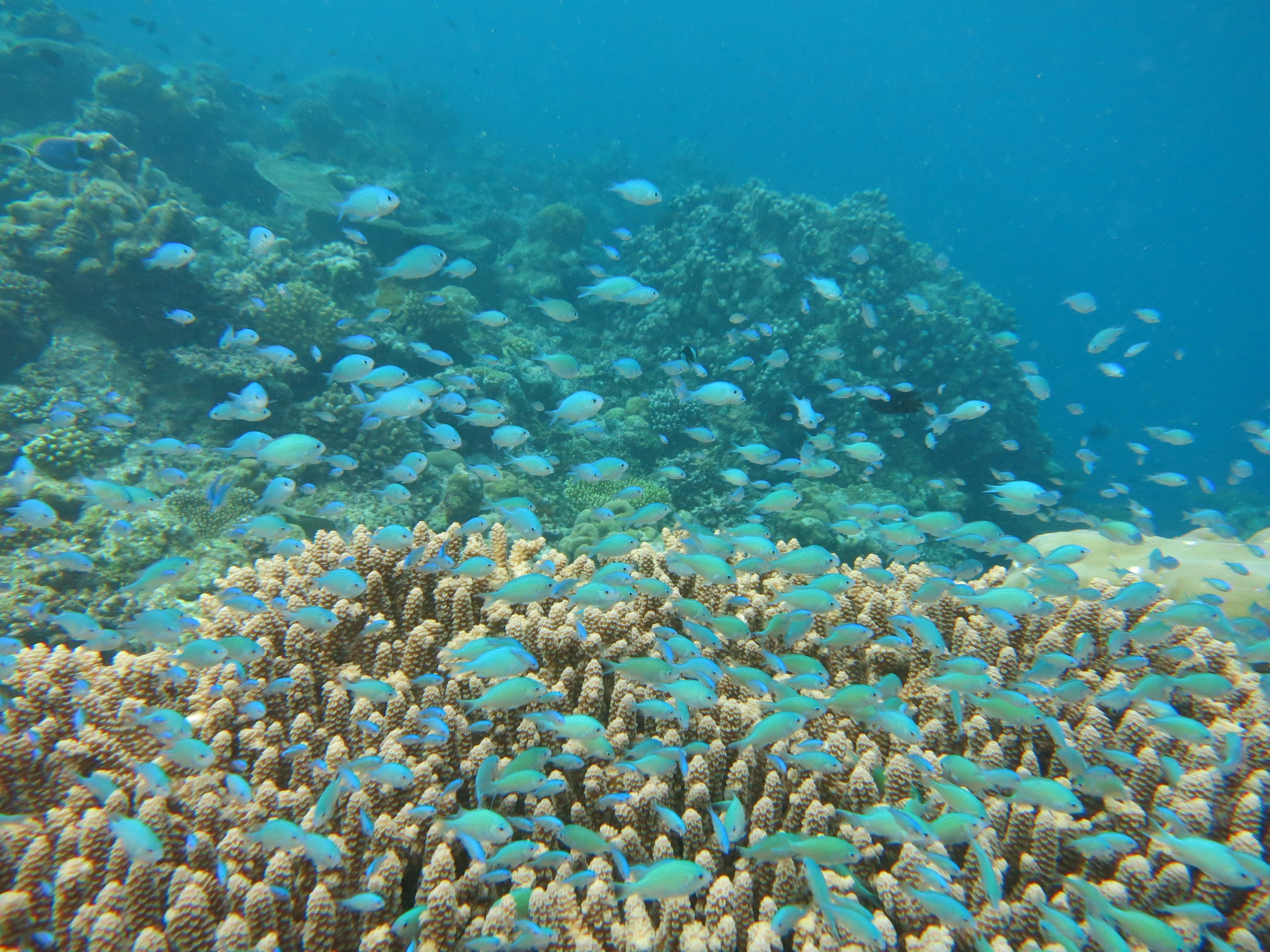
Un banco presso l'atollo di Baa (Maldive)

La damigella verde (Chromis viridis (Cuvier, 1830)) è un pesce osseo appartenente alla famiglia Pomacentridae e alla sottofamiglia Chrominae.

## Distribuzione e habitat
Il suo areale si estende nell'Indo-Pacifico, dalle coste dell'Africa orientale alla Nuova Caledonia. Vive nelle barriere coralline.

## Descrizione
Il corpo ha una forma ovale, compressa lateralmente, e raggiunge i 10 cm. La colorazione è verde con riflessi giallastri pallidi e blu. La pinna caudale è biloba. Può essere confusa con Chromis atripectoralis, dalla quale si distingue per l'assenza della macchie scure alla base delle pinne pettorali e per le dimensioni generalmente inferiori.

## Biologia

### Comportamento
Vive in gruppi tra i coralli (soprattutto Acropora), dove gli esemplari giovani si nascondono se minacciati.

### Alimentazione
Si nutre di fitoplancton, crostacei (soprattutto copepodi), altri invertebrati e larve di pesci.

### Riproduzione
È una specie ovipara, le uova aderiscono al fondale e vengono sorvegliate dal maschio